# Торцеве механічне ущільнення

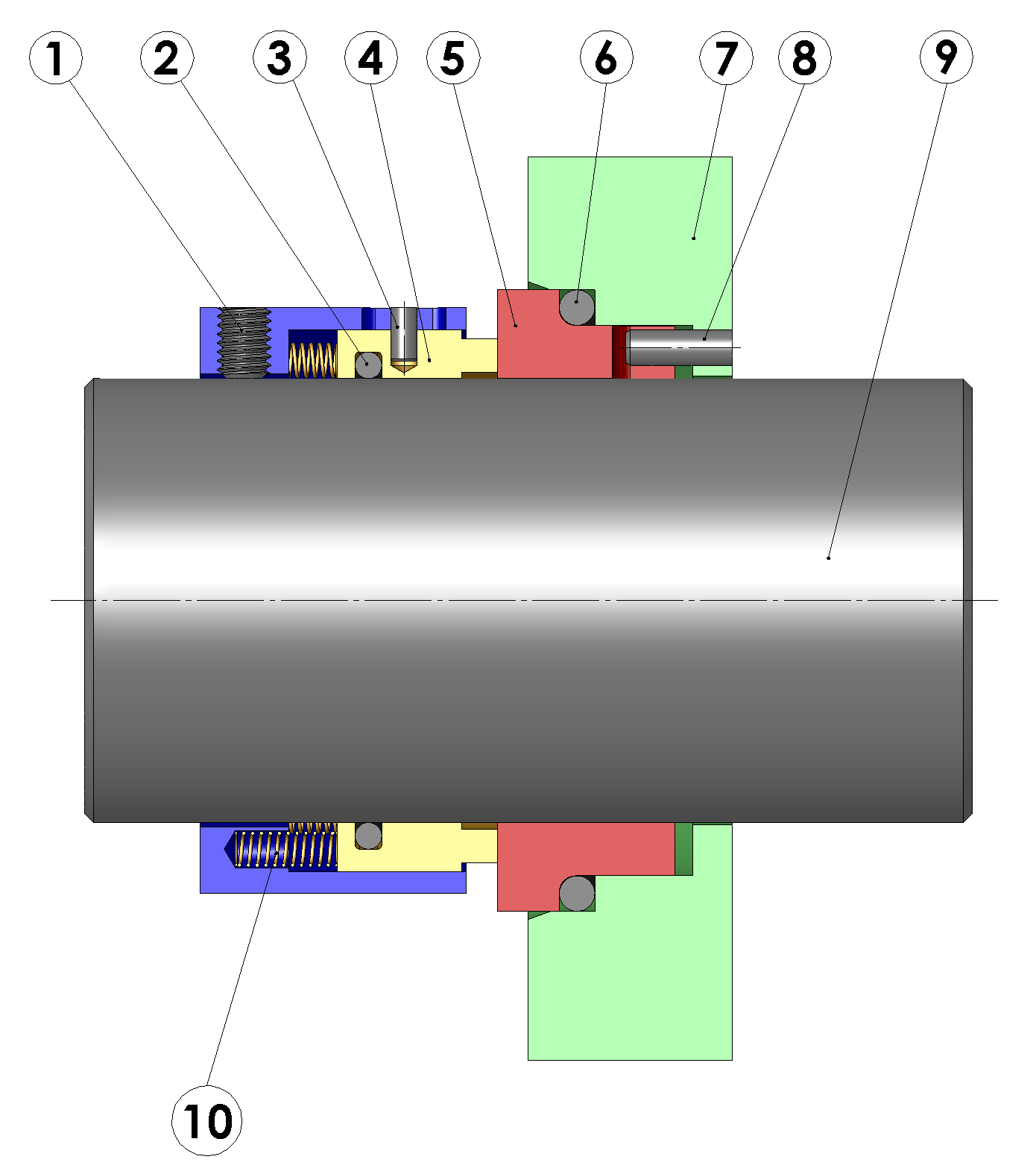
Рис. Схема торцевого механічного ущільнення: 1 — настановний ґвинт; 2 — кільце круглого перетину (вторинне рухоме ущільнення); 3 — штифт що передає обертання рухомому кільцю 4; 4 — рухоме кільце; 5 — нерухоме кільце; 6 — кільце круглого перетину (вторинне ущільнення); 7 — корпус; 8 — штифт що втримує нерухоме кільце 5; 9 — вал (втулка); 10 — пружини що забезпечують притискання рухомого кільця до нерухомого.

Торцеве механічне ущільнення — механічне ущільнення, що використовується у обертовому обладнанні для забезпечення герметизації вала що передає механічну енергію до робочого органу механізму, напр., насосів, компресорів, хімічних реакторів, вакуумних фільтрів-сушарок і т. д., тобто там де необхідно розділити два середовища і забезпечити мінімальні витоки. Ранні моделі насосів використовували сальникові пристрої. Починаючи з Другої світової війни, торцеві механічні ущільнення успішно замінюють сальникові пристрої у всіх застосуваннях.

## Типи торцевих ущільнень
- — ординарне торцеве ущільнення;
- — подвійне торцеве ущільнення;
- — — «спина-до-спини» («back-to-back»);
- — -«обличчям-до-обличчя»(«face-to-face»);
- — — тандем;
- — ущільнення картриджного типу
- — — ординарне картриджне ущільнення;
- — — подвійне картриджне ущільнення;
- — — - «спина-до-спини» («back-to-back»);
- — — - «обличчям-до-обличчя»(«face-to-face»);
- — — - тандем.

Ординарне торцеве ущільнення. Конструктивно торцеве механічне ущільнення включає основне ущільнення і допоміжні (рухомі і нерухомі) ущільнення, які знаходяться в контакті з середовищем, що ущільняється, дозволяючи обертовому елементу пройти через камеру ущільнення.
Основне ущільнення — це пара тертя двох кілець (рухомого і нерухомого) з різних матеріалів (вуглеграфіти, метали, карбіди: карбід вольфраму з різними зв'язками, карбід кремнію, кераміка, пластмаси), як одного і того ж матеріалу так і в поєднанні різних матеріалів (нержавіюча сталь — вуглеграфіт, кераміка — вуглеграфіт). Для забезпечення необхідного контакту між кільцями застосовуються пружина, блок пружин або пружний сильфон. У процесі експлуатації на торцеві поверхні діють гідравлічні сили і при позитивно тиску середовища, що ущільняється намагаються стиснути пари тертя, що збільшує тепловиділення. Теоретично зазор між ущільнюючими поверхнями рівний висоті шорсткості цих поверхонь і не перевищує 1 мкм.
Допоміжне (рухоме і нерухоме) ущільнення — герметизує всі стики торцевого з'єднання з корпусом механізму і вала в камері ущільнення. Нерухоме допоміжне ущільнення як правило герметезує нерухоме кільце з корпусом механізму і рухоме кільце з валом. Рухоме допоміжне ущільнення забезпечує ущільнення між рухомим кільцем і валом або корпусом торцевого ущільнення. Робоча рухливість цього ущільнення залежить від точності виготовлення рухомого кільця, торцевого биття нерухомого кільця відносно вала і не перевищує 0,2 мм і зовнішніх сил прагнучих розкрити ущільнення.
Витік в стику ущільнюючих кілець визначається статичним зазором між цими кільцями, геометрією кілець, вібрацією, режимом експлуатації, зовнішніми силами що розкривають кільця, правильністю монтажу, властивостями середовища, що ущільнюється.
Подвійне торцеве ущільнення вимагає промивного (затворного) середовища. Призначення цієї рідини: промити первинне торцеве ущільнення від середовища, що ущільняється з метою запобігти його попаданню назовні, промити первинне торцеве ущільнення від твердої фази середовища, що ущільняється, зрівноважити (замкнути) гідравлічно розвантажити первинне торцеве ущільнення.
Торцеве ущільнення з механізмом зворотного нагнітання — гідродинамічні ущільнення з V- або U-подібними кишенями, розташованими на поверхні ковзання одного з кілець, від середини кільця до внутрішнього краю кільця з боку робочого середовища. Винайдені з початку 1980-х років.
Торцеве газове ущільнення (газодинамічне безконтактне ущільнення) — подальший розвиток торцевого механічного ущільнення. Принцип дії заснований на створенні тонкого газового прошарку між кільцями торцевого ущільнення (зазор близько 3 мкм), це відбувається завдяки спеціальним V- або U-подібним кишеням, з товщиною порівнянною з товщиною торцевого зазора, розташованими на поверхні ковзання одного з кілець, від середини кільця до зовнішнього краю кільця з боку затворного газу. При обертанні кільця відбувається нагнітання затворного газу в проміжок кишені, що приводить до безконтактного газового ковзання і забезпечує мінімальні втрати на тертя і знос ущільнення. Як затворний газ застосовується технічне повітря або азот під тиском, що перевищує тиск робочого середовища на 5…10%. Ідеально підходить для роботи при низьких температурах, з низькотемпературно киплячими рідинами, для забезпечення чистоти виробничого процесу (повністю виключає витоки). Застосовуються з середини 1980-х років.